# Хамстер и Гретел
„Хамстер и Гретел“ (на английски: Hamster & Gretel) е американски анимационен сериал по идея на Дан Повенмайър, който е излъчен премиерно по Дисни Ченъл на 12 август 2022 г. През януари 2023 г. сериалът е подновен за втори сезон.

## Сюжет
16-годишното момче Кевин трябва да работи със сестра си Гретел, докато тя и нейния домашен любимец хамстер имат суперсили от извънземни и стават супергеройски тандем, за да защитят града си.

## Актьорски състав и герои
- Мели Повенмайър[2] – Гретел Грант-Гомез, малката сестра на Кевин, която има суперсили и става героиня.
- Майкъл Чимино[2] – Кевин Грант-Гомез, по-големият брат на Гретел, който се опитва да подкрепи Хамстер и Гретел като супергерои.
- Бек Бенет[2] – Хамстера, домашния любимец на Кевин и Гретел, които има суперсили, също като Гретел.
- Джоуи Кинг[2] – Уинифред „Фред“ Грант, братовчедка на Кевин и Гретел.
- Мат Джоунс[2] – Дейв Грант-Гомез, бащата на Кевин и Гретел, който е строителен инженер.
- Каролина Раваса[2] – Каролина Грант-Гомез, майката на Кевин и Гретел, която е медицинска сестра.

## В България
В България сериалът започва излъчване на 5 юни 2023 г. по „Дисни Ченъл“.

## Награди и номинации
На 2 ноември 2023 г. е обявено, че 15-годишната Мели Повенмайър е номинирана за „Еми“ за ролята си на Гретел в категория „Най-добър млад озвучаващ артист в програма за подрастващи, деца или млади тийнейджъри“.